# Tajemnica Wawrzynów
Tajemnica Wawrzynów (tytuł oryginalny Postern of Fate) – powieść detektywistyczna Agathy Christie z 1973 roku.

## Fabuła
Tommy i Tuppence Beresfordowie są małżeństwem w podeszłym wieku. Na starość wyprowadzają się do nowej posiadłości – domu zwanego "Wawrzyny". Kiedy pani domu robi porządki w starych książkach, natrafia na zaszyfrowaną wiadomość. Ktoś pisze, że niejaka Mary Jordan nie umarła śmiercią naturalną.
Tuppence coraz bardziej interesuje się tajemniczą sprawą. Na jej prośbę mąż, Tommy, postanawia dowiedzieć się o niej czegoś od swoich wysoko postawionych znajomych w wywiadzie brytyjskim. Okazuje się, że na terenie "Wawrzynów" przed wieloma laty, jeszcze na samym początku XX wieku, rzeczywiście doszło do zbrodni. Ofiara, Mary Jordan, była szpiegiem brytyjskim i została otruta wywarem z naparstnicy. Zaszyfrowaną wiadomość zostawił w książce mały chłopiec, który niedługo później również stracił życie w niewyjaśnionych okolicznościach.
Okazuje się, że nawet teraz, po wielu latach, ktoś bardzo nie chce, żeby szczegóły sprawy ujrzały światło dzienne. Zamordowany zostaje stary służący Beresfordów, pan Izaak. Tuppence chciała zebrać od rozplotkowanego staruszka jak najwięcej informacji w sprawie nagłośnionej dawno temu tragedii.

## Rozwiązanie
Zbrodnia na Mary Jordan popełniona została na tle politycznym. Kiedy Beresfordowie zaczęli roztrząsać sprawę, morderca dawno już nie żył, lecz jego potomkini, miejscowa staruszka nazwiskiem Mullins, nie chcąc dopuścić do ujawnienia szczegółów, zamordowała Izaaka, a następnie próbowała czyhać na życie Beresfordów. Kobieta została jednak w porę pojmana.